# Stari dvor
Le Stari dvor (en serbe cyrillique : Стари двор), Vieux palais en français, est un palais situé à Belgrade, la capitale de la Serbie, dans la municipalité urbaine de Stari grad. Ancienne résidence royale des dynasties Obrenović et Karađorđević, il est aujourd'hui classé sur la liste des bien culturels de la ville de Belgrade en raison de sa valeur architecturale et historique.
Situé à l'angle des rues Kralja Milana et Dragoslava Jovanovića, le palais abrite aujourd'hui l'Assemblée de la ville de Belgrade. Le palais, parfois surnommé le « Versailles serbe », est ouvert à la visite.

## Histoire

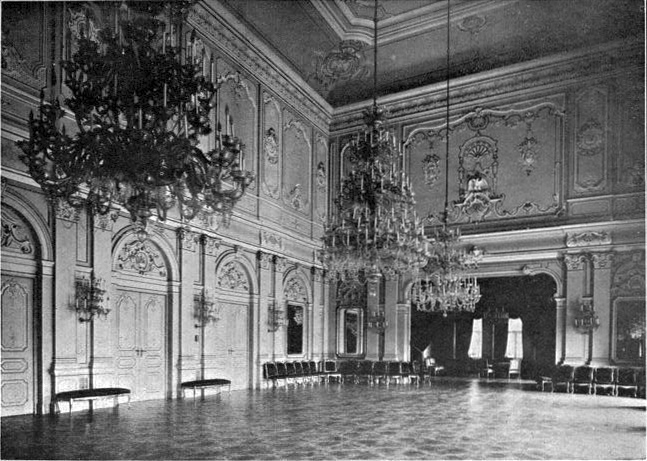
La salle de bal en 1906, photographie de William Le Queux.
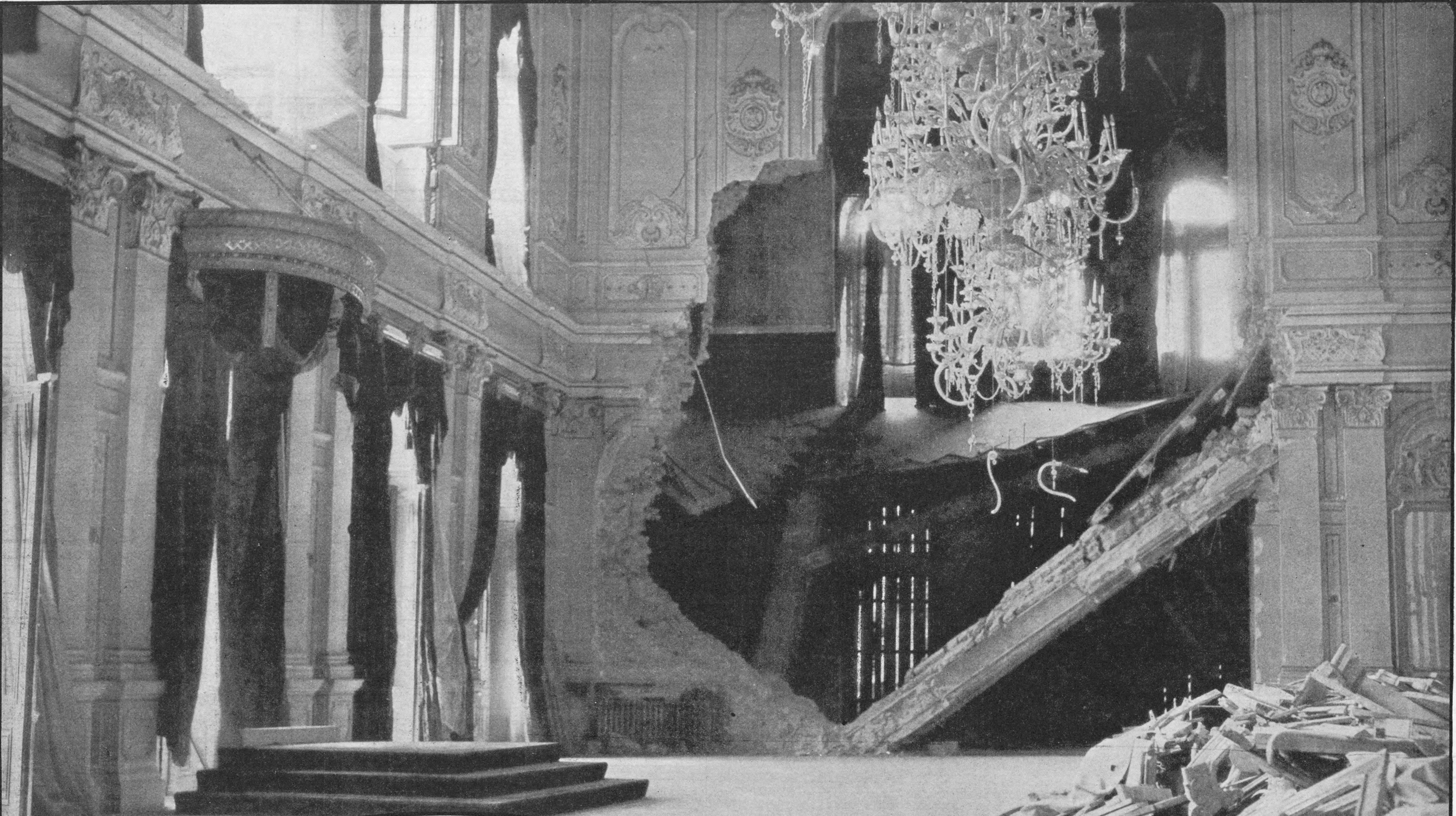
Bombardé en 1915.
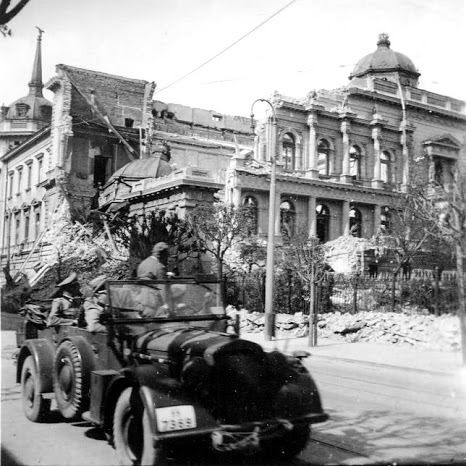
Bombardé en 1941.

Le Vieux palais est construit entre 1882 et 1884 à la demande du roi Milan Ier, sur les plans de l'architecte Aleksandar Bugarski, dans un style académique. Résidence royale sous les règnes de Milan Ier et de son fils Alexandre Ier, le Vieux palais le demeure de 1903 et 1914 sous la dynastie des Karađorđević. En 1919 et 1920, les réunions de l'Assemblée nationale du royaume des Serbes, Croates et Slovènes se tiennent dans le palais et toutes les fêtes et réceptions royales y ont lieu jusqu'en 1941.
Le Vieux palais est endommagé pendant la Première Guerre mondiale mais surtout lors du bombardement du 6 avril 1941, qui marque l'entrée du royaume de Yougoslavie dans la Seconde Guerre mondiale. Après la guerre, la restauration de l'édifice dure jusqu'en 1947. L'allure du bâtiment est modifiée, notamment avec la suppression des deux dômes qui donnaient sur le jardin ; le jardin lui-même est supprimé. À cette époque, le Stari dvor abrite le Présidium de l'Assemblée nationale de la république fédérative populaire de Yougoslavie puis le gouvernement fédéral yougoslave. Depuis 1961, il héberge l'Assemblée de la ville de Belgrade.

## Architecture

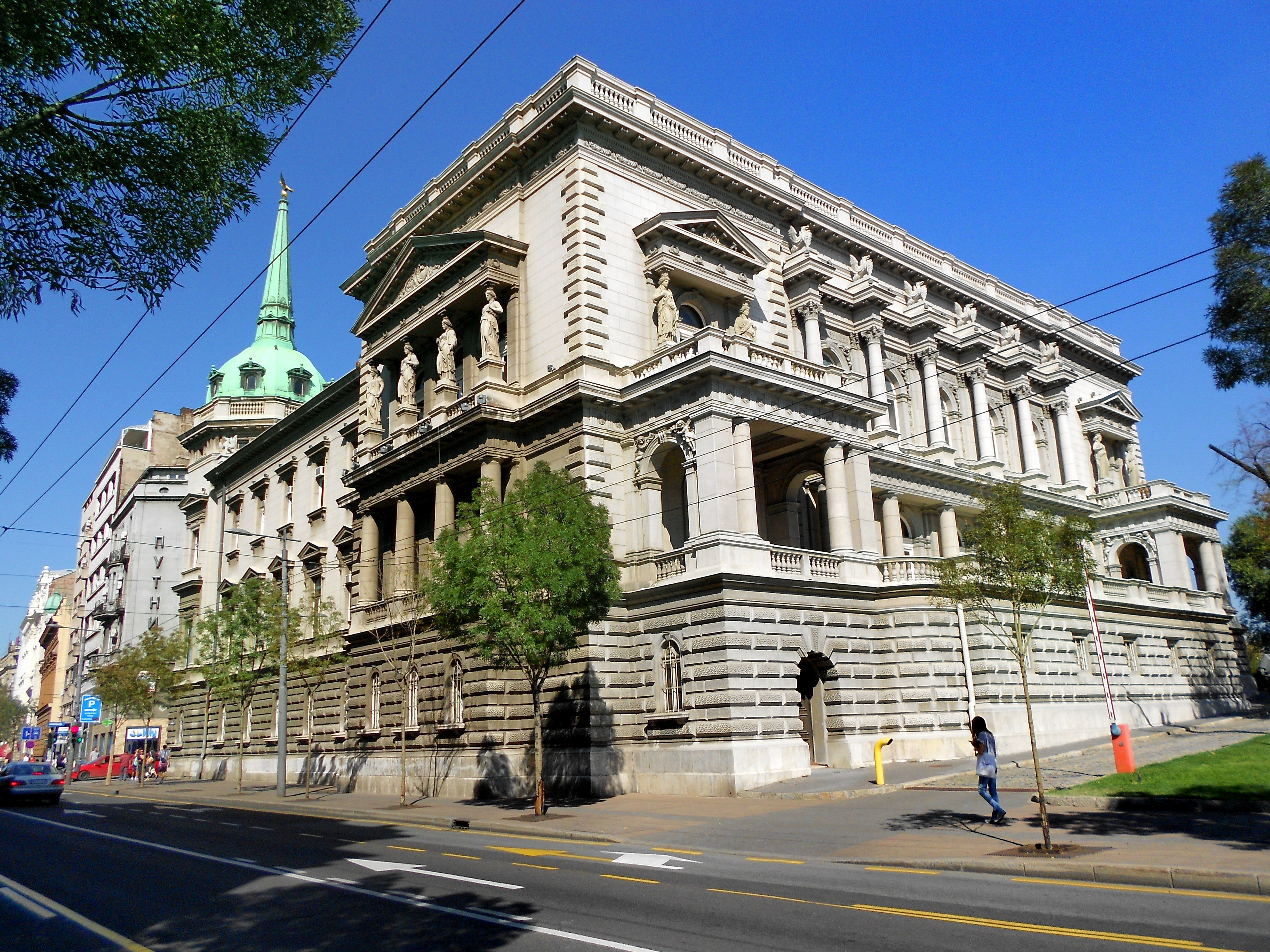
Le Stari dvor, détail d'une des façades

Le Vieux palais est construit sur un plan classique de forme presque carrée. Par son architecture extérieure, il apparaît comme typique de l'académisme serbe du XIXe siècle. La façade donnant sur le jardin est richement décorée, avec des terrasses en balcon. Parmi les motifs ornementaux, on peut signaler les colonnes doriques ou corinthiennes qui rythment les façades. Balcons et toits sont ornés de balustrades.
Le palais est organisé autour d'un grand hall d'entrée avec de grandes baies vitrées, des colonnes et des galeries ; autrefois, cette entrée était ornée d'un grand escalier central en chêne, dessiné par l'architecte Jovan Ilkić, mais il fut détruit pendant la Première Guerre mondiale. Autour de cet espace central s'organisent d'autres salles d'apparat (salle de bal, salle à manger...). Le palais possédait aussi une bibliothèque de 10 000 livres, un jardin d'hiver et une chapelle de style néo-byzantin.

## Œuvres d'art
Le roi Milan avait rassemblé une importante collection de peintures, notamment des tableaux de Van Gogh, Gauguin et Cézanne achetés à Paris et qui ont aujourd'hui quitté le palais. Il abrite néanmoins un certain nombre d'œuvres intéressantes.
Dans le salon rouge, on peut voir un Portrait de petite fille, peint en 1862 par Đura Jakšić et Le Passage de la Neretva, une œuvre d'Ismet Mujezinović. Le salon jaune est célèbre pour sa petite galerie de peintures qui présente des œuvres de Sava Šumanović, Jovan Bijelić, Petar Lubarda, Miodrag-Bata Mihajlović, Ljuba Lah, Jovan Zonjić, Peđa Milosavljević, Petar Omčikus et Vasa Pomorišac ; on peut également y voir des sculptures en bois de Risto Stijović. Le salon du XIXe siècle conserve un mobilier de style Napoléon III ayant appartenu à la reine Natalija Obrenović, épouse du roi Milan ; on y trouve également un petit salon de style Biedermeier avec quelques portraits intéressants : celui de Stevan Knićanin, celui du poète Jovan Jovanović Zmaj, peint par Uroš Predić en 1938, les portraits de Jelisaveta Kocić et Đorđe Bimba peints par Arsenije Petrović.

## Cinéma
Le Vieux palais a également servi de décors au film Twist again à Moscou de Jean-Marie Poiré ; pour l'occasion, il est devenu l'« hôtel Tolstoï ».